# Relationer mellan Estland och Finland

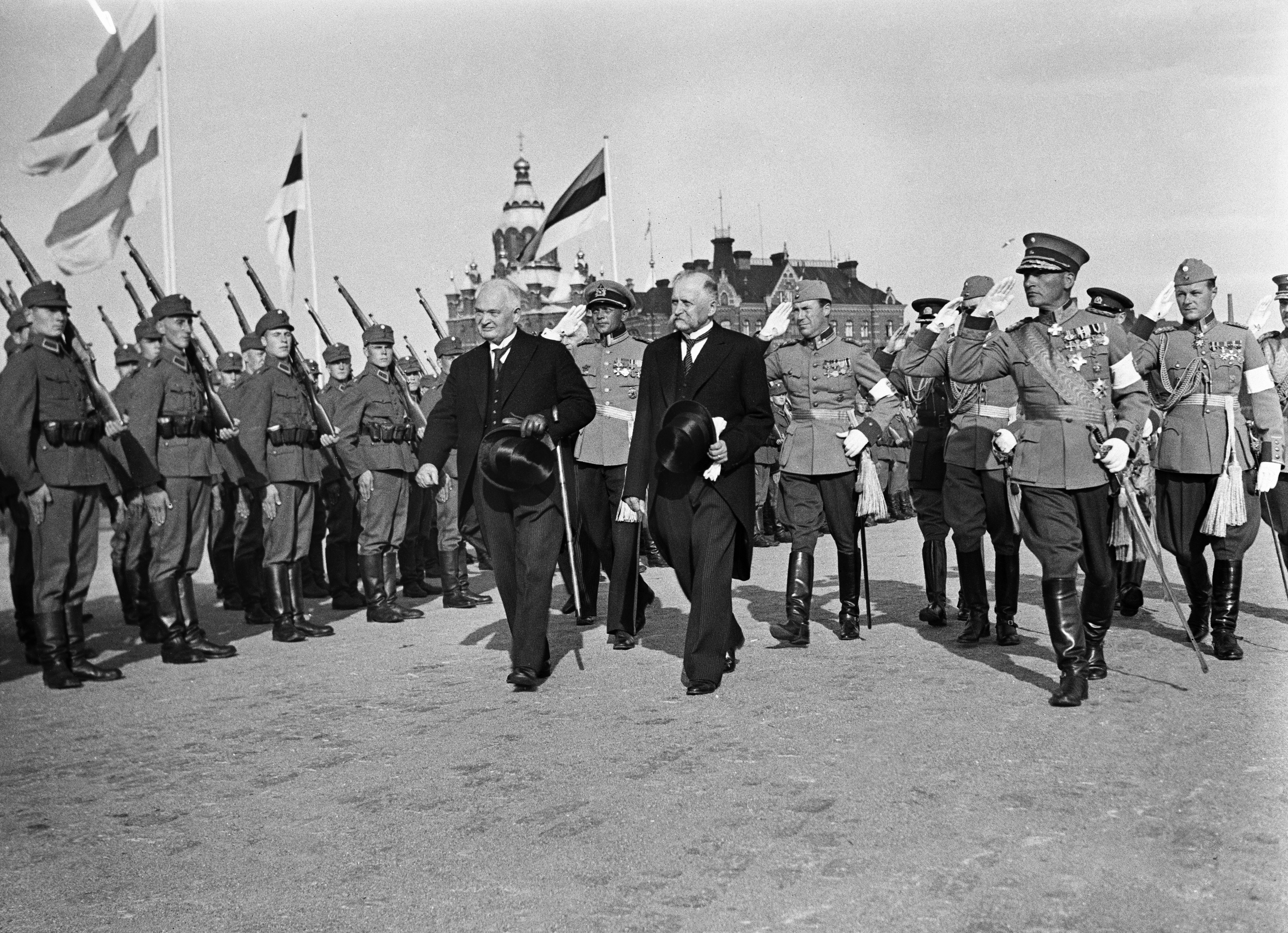
Estlands statschef Konstantin Päts på statsbesök hos Finlands president Kyösti Kallio 1937.

Relationer mellan Estland och Finland avser de bilaterala relationerna mellan Estland och Finland. Den självständiga Republiken Finland, etablerad 1917, och den självständiga Republiken Estland, etablerad 1918, upptog diplomatiska förbindelser och erkände varandra i folkrättslig mening 1920. De dplomatiska relationerna mellan de två längerna avbröts under andra världskriget och återupptogs officiellt den 29 augusti 1991, när Estland hade återvunnit sin självständighet efter den sovjetiska ockupationen. Finland har en ambassad i Tallinn och ett honnorärkonsulat i Tartu. Estland har en ambassad i Helsingfors och fem honnorärkonsulat som ligger i Uleåborg, Åbo, Ekenäs, Tammerfors och Kotka.
Båda länderna är fullvärdiga medlemsstater i Baltiska rådet, Europarådet, Europeiska unionen, NATO och eurozonen. Finland gav sitt fulla stöd till Estland när det ansökte om medlemskap i Europeiska unionen och Estland har i sin tur givit starkt stöd till Finland vid dess ansökan om NATO-medlemskap.
Majoritetsspråken i båda länderna är finsk-ugriska språk, genom att Finlands största inhemska språk, finska, är nära besläktat med estniska, och det har funnits en känsla av släktskap mellan länderna. Båda länder har också haft betydande svenskspråkiga minoritetsgrupper (även om den i Estland starkt reducerades med anledning av den sovjetiska ockupationen från 1940-talet till 1991) och på 1600-talet ingick båda i det svenska riket.